# 越道草太
越道 草太（こしみち そうた、2004年4月3日 - ）は、広島県広島市安佐南区出身のプサッカー選手。Jリーグ・サンフレッチェ広島所属。ポジションはミッドフィールダー（サイドハーフ、ウイングバック）。

## 来歴
広島市立川内小学校1年生時にサッカーを始め、同区内にある広島広域公園陸上競技場（広島ビッグアーチ → エディオンスタジアム広島）にも観戦に通った。中学校からはサンフレッチェ広島ジュニアユース・同ユースに所属し、世代別日本代表でもプレーすると共に、トップチームの練習参加も経験した。
2022年にユースの同期では唯一、翌年のサンフレッチェ広島トップチームへの昇格が内定した。4月15日、第8節の横浜FC戦でリーグ戦初アシストを記録した。

## 人物・プレースタイル
スピードに乗ったドリブル突破でチャンスを演出する。左右両足を使い分けてのクロス・カットインからのシュートが武器。

## 所属クラブ
- 佐東南FC（広島市立川内小学校）
- サンフレッチェ広島F.Cジュニアユース（広島市立城南中学校）
- サンフレッチェ広島F.Cユース（広島県立吉田高等学校）
  - 2021年 - 2022年  サンフレッチェ広島F.C（2種登録選手）
- 2023年 -  サンフレッチェ広島F.C

## 個人成績
| 国内大会個人成績 | 国内大会個人成績 | 国内大会個人成績 | 国内大会個人成績 | 国内大会個人成績 | 国内大会個人成績 | 国内大会個人成績 | 国内大会個人成績 | 国内大会個人成績 | 国内大会個人成績 | 国内大会個人成績 | 国内大会個人成績 |
| 年度             | クラブ           | 背番号           | リーグ           | リーグ戦         | リーグ戦         | リーグ杯         | リーグ杯         | オープン杯       | オープン杯       | 期間通算         | 期間通算         |
| 年度             | クラブ           | 背番号           | リーグ           | 出場             | 得点             | 出場             | 得点             | 出場             | 得点             | 出場             | 得点             |
| 日本             | 日本             | 日本             | 日本             | リーグ戦         | リーグ戦         | リーグ杯         | リーグ杯         | 天皇杯           | 天皇杯           | 期間通算         | 期間通算         |
| ---------------- | ---------------- | ---------------- | ---------------- | ---------------- | ---------------- | ---------------- | ---------------- | ---------------- | ---------------- | ---------------- | ---------------- |
| 2023             | 広島             | 32               | J1               | 16               | 0                | 4                | 0                | 2                | 0                | 22               | 0                |
| 2024             | 広島             | 32               | J1               | 19               | 1                | 5                | 0                | 1                | 0                | 25               | 1                |
| 通算             | 日本             | 日本             | J1               | 35               | 1                | 9                | 0                | 3                | 0                | 47               | 1                |
| 総通算           | 総通算           | 総通算           | 総通算           | 35               | 1                | 9                | 0                | 3                | 0                | 47               | 1                |

- Jリーグ初出場
  - 2023年2月26日 J1第2節 対アルビレックス新潟（Eスタ）

## 代表・選抜歴
- 2019年　U-15日本代表候補
- 2021年　U-17日本代表
- 2022年　U-18日本代表